# Aleksiej Zacharow
Aleksiej Wasiljewicz Zacharow (ros. Алексей Васильевич Захаров, ur. 1913, zm. 1995) – radziecki polityk i dyplomata.
Członek WKP(b), 1939 ukończył studia w Instytucie Gospodarki Narodowej im. Plechanowa, 1951-1953 zastępca ministra handlu zagranicznego ZSRR, następnie przedstawiciel ZSRR w RWPG, 1956 zastępca przedstawiciela ZSRR w RWPG. Od 1956 do lutego 1959 zastępca ministra spraw zagranicznych ZSRR, od 4 lutego 1959 do 23 stycznia 1965 ambasador nadzwyczajny i pełnomocny ZSRR w Finlandii, od 1966 kierownik Wydziału Państw Skandynawskich Ministerstwa Spraw Zagranicznych ZSRR, od 29 marca 1972 do 16 listopada 1976 ambasador nadzwyczajny i pełnomocny ZSRR w Ugandzie.